# Sikasso
Sikasso es una ciudad del sur de la República de Malí y la capital del círculo de Sikasso y de la región de Sikasso. Es la segunda mayor ciudad de Malí, con 225 753 habitantes según el censo de 2009.

## Geografía
Localizado a 375 kilómetros al sureste de Bamako, 100 kilómetros al norte de Costa de Marfil y 45 kilómetros al oeste de Burkina Faso, Sikasso es un cruce de caminos entre varios países costeros (Togo, Benín, Ghana y Costa de Marfil) y los países sin salida al mar Malí y Burkina Faso.